# 俺たちステップ・ブラザース -義兄弟-
『俺たちステップ・ブラザース -義兄弟-』（原題: Step Brothers）は、2008年にアメリカで製作されたウィル・フェレル主演のコメディ映画。

## 概要
コメディ俳優のウィル・フェレルが主演する本作は、同じくコメディアン出身の映画監督のアダム・マッケイと共に脚本を執筆して製作された。片親同士の再婚により義兄弟になってしまった子供のような中年のダメ男たちを描くコメディ映画で、フェレルと対立する兄弟役にはジョン・C・ライリー。ダメ息子たちに頭を抱えるそれぞれの親をリチャード・ジェンキンスとメアリー・スティーンバージェンが演じている。日本では劇場未公開でDVDリリースのみとなった。

## あらすじ
ロバート（リチャード・ジェンキンス）とナンシー（メアリー・スティーンバージェン）は仕事先で運命の出会いを果たし、恋仲の関係になる。しかしそれぞれには一人息子がおり、どちらも定職に就かず、未だに親のすねをかじるダメ息子だった。ナンシーの息子であるブレナン（ウィル・フェレル）は母親の再婚に大反対。一方のロバートの息子、デール（ジョン・C・ライリー）も適当な理由をつけて父親の再婚に異議を唱える。しかし二人のそんな努力も空しく、ロバートとナンシーは再婚することに。さらに悪いことにそれぞれの家族が一つ屋根の下に同居することになった。だが成長しきれていない息子たちのウマが合うはずもなく、二人は敵対し合い、溝はどんどんと深まっていく。何かにつけて互いの弱点を突き、小競り合いを続ける二人に業を煮やしたロバートたちは、1ヶ月以内に定職に就くよう強制。それを聞いたブレナンらは猛抗議するが、結局渋々仕事探しの日々に明け暮れた。しかしそんな二人に良い仕事があるわけもなく、ブレナンたちはどっぷりと肩を落とす。そんなある日、二人の前にブレナンの弟で兄とは正反対の成功者デレク（アダム・スコット）が現れる。デレクは人間的に堕落した兄をせせら笑い、自分の成功にうぬぼれる性悪男だった。そんな弟に触発されたブレナンたちはより一層奮闘する。

## 出演者
役名：俳優（ソフト版日本語吹き替え）
- ブレナン・ハフ：ウィル・フェレル（吹替：山寺宏一）
- デール・ドーバック：ジョン・C・ライリー（吹替：江原正士）
- ロバート・ドーバック：リチャード・ジェンキンス（吹替：小川真司）
- ナンシー・ハフ：メアリー・スティーンバージェン（吹替：沢田敏子）
- デレク・ハフ：アダム・スコット（吹替：置鮎龍太郎）
- アリス・ハフ：キャスリン・ハーン(吹替：弓場沙織)
- デニーズ：アンドレア・サヴェージ
- スポーツ用品店店長：セス・ローゲン
- 雇用エージェント：ケン・チョン

## スタッフ
- 監督：アダム・マッケイ
- 原案・脚本：アダム・マッケイ、ウィル・フェレル
- 製作：ジャド・アパトー、ウィル・フェレル、ジミー・ミラー、ほか
- 音楽：ジョン・ブライオン
- 撮影：オリヴァー・ウッド
- 編集：ブレント・ホワイト
- 衣装：スーザン・マシスン